# Nadeem Elyas

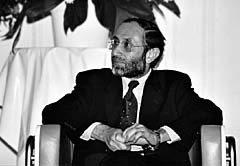
Nadeem Elyas 2002 beim Weltreligionstag Stuttgart

Nadeem Elyas (arabisch نديم إلياس, DMG Nadīm Ilyās; * 1. September 1945 in Mekka) ist ein saudi-arabischer Islamwissenschaftler und Mediziner. Er war in den Jahren von 1994 bis 2006 Vorsitzender des Zentralrats der Muslime in Deutschland.

## Leben
Elyas ist sunnitischer Muslim hanafitischer Ausrichtung. Elyas verließ 1964 Saudi-Arabien, studierte in Deutschland Medizin und Islamwissenschaft und praktizierte als Gynäkologe. Er lebt in Eschweiler (Nordrhein-Westfalen), ist verheiratet und hat vier Kinder, darunter den Comedian Ususmango, der bekannt wurde als Teil des Comedy-Ensembles RebellComedy.
Er war Generalsekretär der Union Muslimischer Studenten-Organisationen in Europa und Sprecher des vom Verfassungsschutz beobachteten Islamischen Zentrums Aachen, ist Gründungs- und Vorstandsmitglied des Islamischen Kooperationsrats in Europa und Partner in Arbeitskreisen und Beiräten, wie dem Islamisch-christlichen Arbeitskreis, dem Interkulturellen Rat oder dem Runden Tisch der Religionen. Zwischen 1993 und 1996 bildete er seinen späteren Nachfolger Aiman Mazyek bei dessen Islamstudien aus. Die  „Islamische Charta“ – eine Grundsatzerklärung des Zentralrats der Muslime in Deutschland (ZMD) zur Beziehung der Muslime zum Staat und zur Gesellschaft – wurde unter seinem Vorsitz der Öffentlichkeit vorgestellt. Im Entführungsfall um die deutsche Archäologin Susanne Osthoff bot sich Elyas 2005 für einen Austausch gegen die Geisel an.
Nadeem Elyas’ Nachfolger im Zentralrat wurde 2006 Ayyub Axel Köhler, womit gleichzeitig der Sitz des Zentralrats von Elyas’ Wohnort Eschweiler nach Köln wechselte.